# Anthidiellum ramakrishnae
Anthidiellum ramakrishnae là một loài Hymenoptera trong họ Megachilidae. Loài này được Cockerell mô tả khoa học năm 1919.